# Physocleora nivea
Physocleora nivea är en fjärilsart som beskrevs av Paul Dognin 1900. Physocleora nivea ingår i släktet Physocleora och familjen mätare. Inga underarter finns listade i Catalogue of Life.